# Église méthodiste libre

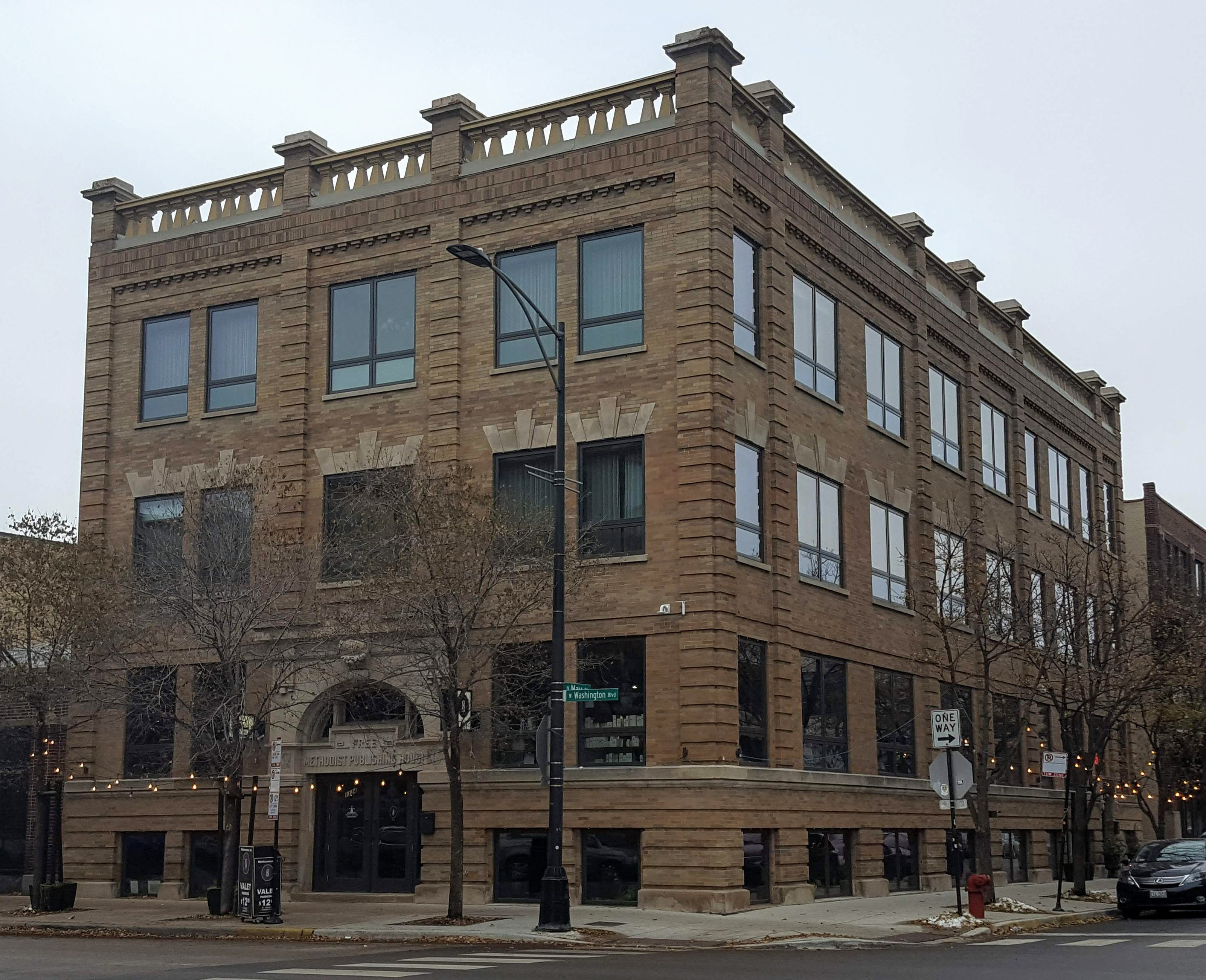
L'ancien bâtiment de la maison d'édition méthodiste libre, Chicago, IL

 (mai 2011).
Si vous disposez d'ouvrages ou d'articles de référence ou si vous connaissez des sites web de qualité traitant du thème abordé ici, merci de compléter l'article en donnant les références utiles à sa vérifiabilité et en les liant à la section « Notes et références ».
L'Église méthodiste libre est une église protestante américaine.

## Historique
L'Église méthodiste libre a 850 000 membres répartis dans 82 nations[réf. nécessaire]. Light & Life est son magazine officiel. Son siège est à Indianapolis, Indiana.
Fondée en 1860, l'essentiel de sa doctrine repose sur la sanctification de Jésus, l'œcuménisme et l'évangélisation. Le qualificatif « libre » provient du rejet de louer les places de bancs.